# Глушаков Валерій Миколайович
Валерій Миколайович Глушаков (17 березня 1959, радгосп Ентузіаст, Нуринський район, Карагандинська область, Казахська РСР, СРСР — 29 березня 2017) — радянський і російський футболіст, тренер. Майстер спорту СРСР. Переможець молодіжного чемпіонату Європи. Чемпіон СРСР і Фінляндії. Володар кубка Фінляндії. Дядько футболіста Дениса Глушакова.

## Кар'єра

### Клубна
Вихованець ростовської футбольної школи ОШІСП-10.
Свою професійну кар'єру розпочав у 1976 році в дублі московського «Спартака». У 1977 році Глушаков дебютував за основну команду червоно-білих, що виступала тоді в першій лізі СРСР.
У літнє міжсезоння 1977 року Глушаков перейшов в рязанський «Спартак», за який відіграв до кінця сезону, провівши за команду дев'ять матчів.
Сезон 1978 року Валерій провів у клубі другої ліги СРСР «Червона Пресня».
У сезоні 1979 Глушаков повернувся в московський «Спартак», однак не зумів закріпитися в основному складі і в літнє міжсезоння перейшов в ташкентський «Пахтакор».
По закінченні сезону отримав запрошення з ЦСКА, на яке відповів згодою. В армійському клубі футболіст відразу став гравцем основного складу. У дебютному сезоні за армійців він провів 32 гри з 34. У 1984 році ЦСКА зайняв 18, останнє місце в чемпіонаті і покинув вищу лігу СРСР. Глушаков не захотів виступати у першій лізі і перейшов в ростовський СКА. Однак за підсумками сезону 1985 року ростовці зайнявши все те ж 18 місце, позбулися прописки у вищій лізі і новий сезон розпочали класом нижче.
У 1988 році Валерій повернувся в ЦСКА, у якому провів один сезон, після чого перейшов у вірменський «Котайк», в якому провів наступні два сезони.
Після розпаду СРСР багато радянських футболістів переходили в закордонні клуби, не став винятком і Глушаков, у 1991 році він перейшов у фінський клуб «Куусюсі», разом з яким став чемпіоном Фінляндії і володарем кубка.
Після чотирьох сезонів у Фінляндії футболіст повернувся в ЦСКА, в якому провів сезон 1995 року. У 1996 році Глушаков перейшов в казахський «Мунайші», де і завершив кар'єру.

### Тренерська
Після закінчення кар'єри футболіста Валерій працював адміністратором в московському «Торпедо», був головним тренером і генеральним директором московської «Ніки». В останні роки життя працював тренером ДЮСШ «Ніка» та клубу «Ніка-2».

## Досягнення

### Командні
- Бронзовий призер юнацького чемпіонату Європи: 1977.
- Переможець першої ліги: 1977.
- Чемпіон СРСР: 1979.
- Переможець молодіжного чемпіонату Європи 1980.
- Чемпіон Фінляндії: 1991.
- Володар кубка Фінляндії: 1991.
- Срібний призер чемпіонату Фінляндії: 1992.

### Особисті
- Майстер спорту СРСР: 1980.